# Aglais milberti
Aglais milberti är en fjärilsart som beskrevs av Jean Baptiste Godart 1819. Aglais milberti ingår i släktet Aglais och familjen praktfjärilar. Inga underarter finns listade i Catalogue of Life.

## Bildgalleri

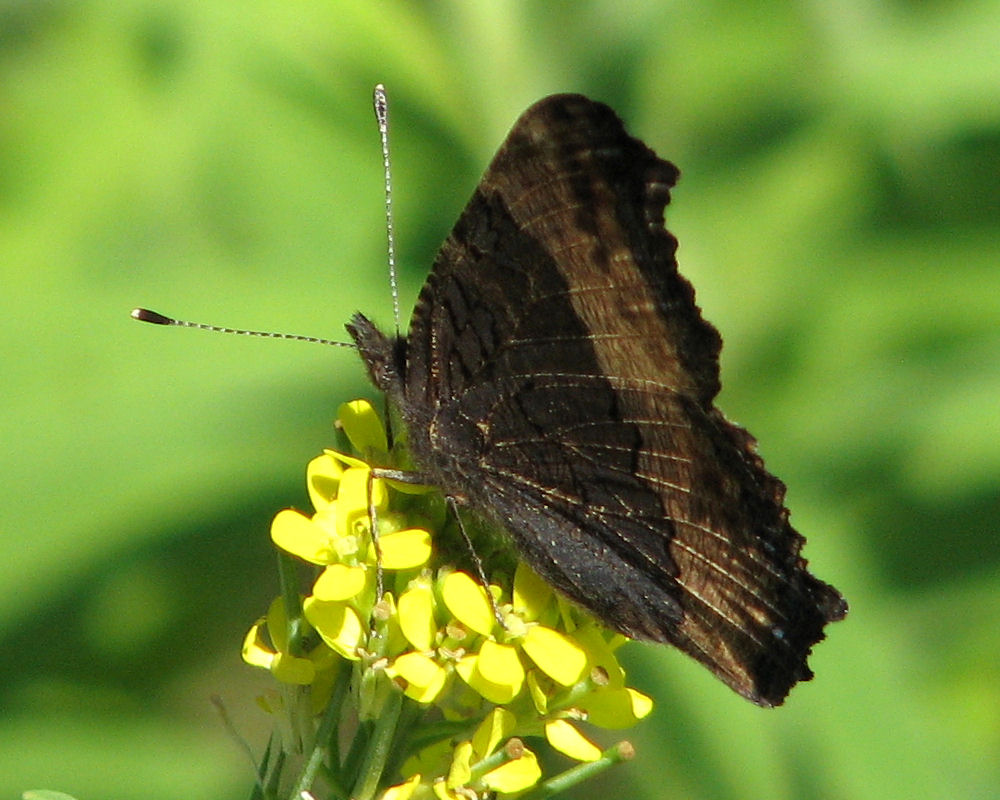
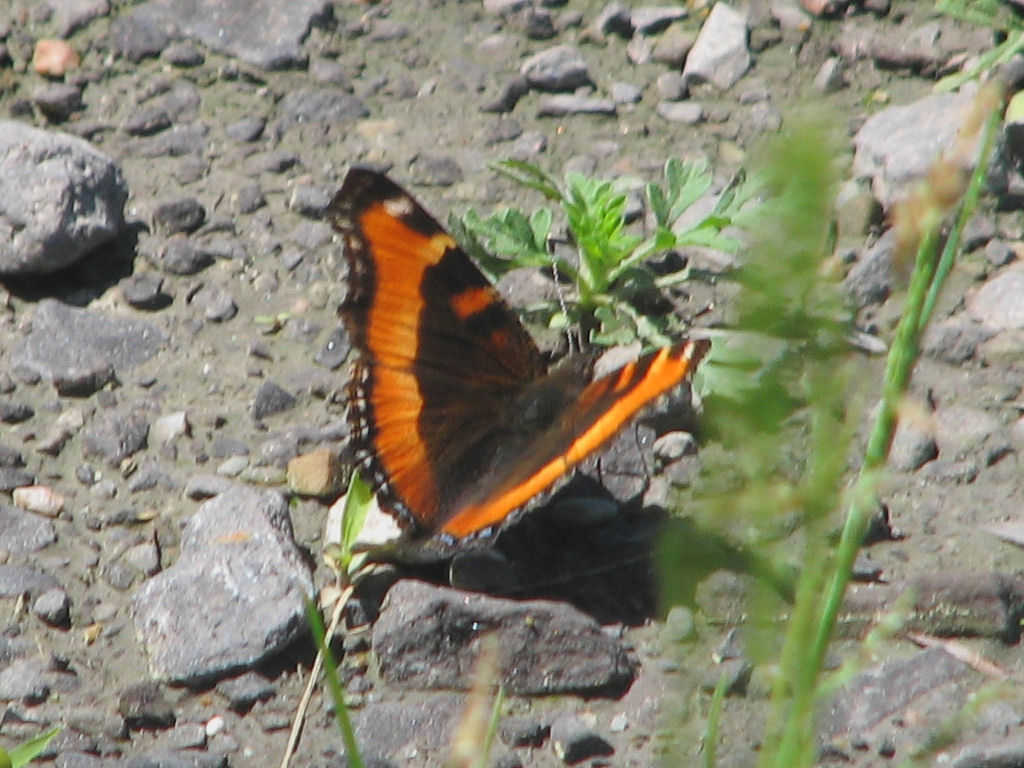